# Prison centrale de Kondengui
La prison centrale de Kondengui à Yaoundé est la principale prison de la région du Centre au Cameroun, créée en 1968.

## Organisation
| Vidéo externe | |
|               | Prison centrale de Kondengui : Il est plus facile de sortir mort que vivant sur le compte YouTube de Africa Circle TV |

C'est une prison mixte ; toutefois, les quartiers des hommes, des femmes et des mineurs sont séparés.
En juillet 2008, l'administration pénitentiaire camerounaise faisait état de 4 410 détenus pour 1 000 places.

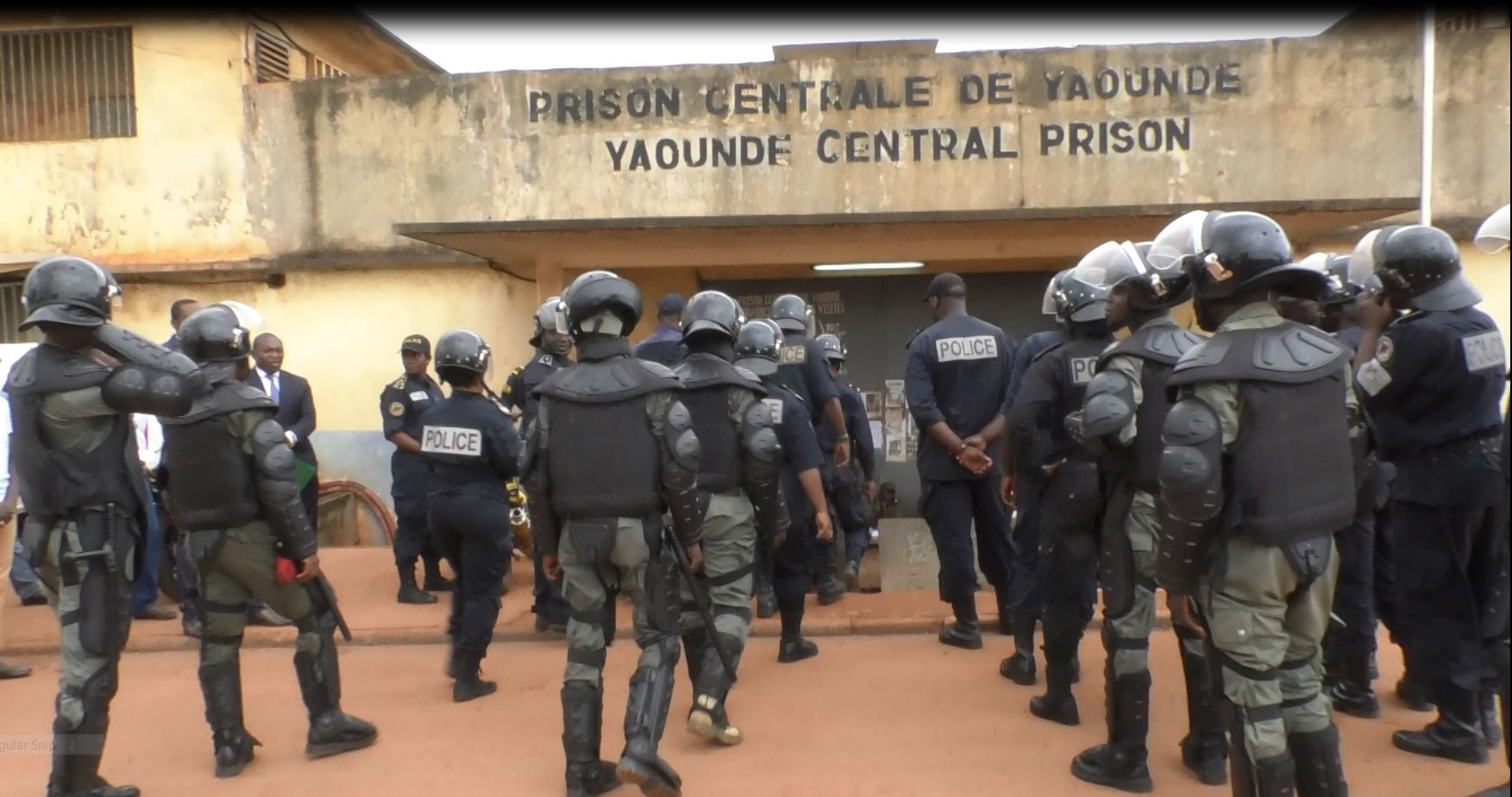
Intervention de la police à la prison le 23 juillet 2019 durant les émeutes de la prison de Kondengui et de Buea.

La prison est découpée en 14 quartiers. Toutefois, les deux quartiers dit Kosovo rassemblent à eux seuls environ 3 000 détenus. Il y a 110 femmes dans le quartier des femmes, et 245 mineurs dans le quartier réservé aux mineurs.
Il s'agit d'« un établissement surpeuplé où les conditions sanitaires sont déplorables et la nourriture insuffisante » note Amnesty International.

## Personnalités ayant séjourné à la prison centrale de Kondegui
|                       | Date d'entrée     | Date de sortie  | Durée                       | Chef d'accusation                                                                        | Jugement/Décision | Situation Actuelle         |
| --------------------- | ----------------- | --------------- | --------------------------- | ---------------------------------------------------------------------------------------- | ----------------- | -------------------------- |
| Olivier Bibou Nissack | 22 septembre 2020 | -               | 4 ans, 5 mois et 20 jours   |                                                                                          | -                 | Incarcéré                  |
| Alain Fogué           | 22 septembre 2020 | -               | 4 ans, 5 mois et 20 jours   |                                                                                          | -                 | Incarcéré                  |
| Maurice Kamto         | 28 janvier 2019   | 5 octobre 2019  | 8 mois et 7 jours           |                                                                                          | Non-lieu          | Libéré                     |
| Gervais Mendo Zé      |                   |                 |                             |                                                                                          | -                 | Décédé                     |
| Titus Edzoa           |                   |                 |                             |                                                                                          | Gracié            | Libéré                     |
| Polycarpe Abah Abah   |                   |                 |                             | Opération Épervier                                                                       | -                 | Incarcéré                  |
| Ephraïm Inoni         | 16 avril 2012     | -               | 12 ans, 10 mois et 26 jours | Opération Épervier                                                                       | -                 | Incarcéré                  |
| Yves Michel Fotso     | 1er décembre 2010 | 19 aout 2019    | 8 ans, 8 mois et 18 jours   | Opération Épervier                                                                       | Condamné          | Évacué sanitaire au Maroc, |
| Yondo Black           | 19 février 1990   |                 |                             |                                                                                          | Gracié            | Libéré                     |
| Marie Catherine Abena | 08 janvier 2010   | 4 février 2011  | 1 an et 27 jours            | Opération Épervier                                                                       |                   | Décédée                    |
| Marafa Hamidou Yaya   | 16 avril 2012     |                 |                             |                                                                                          |                   |                            |
| Amadou Vamoulké       | 29 juillet 2016   |                 | 8 ans, 7 mois et 13 jours   | Détournement de fonds publics                                                            |                   | Condamné                   |
| Sébastien Ebala       |                   |                 |                             |                                                                                          |                   |                            |
| Wilfried Siewe        | 1 mars 2019       | 5 decembre 2020 | 1 an, 9 mois et 4 jours     | Interpellé avec le livre L'urgence de la pensée et des photos de lieux publics à Yaoundé |                   | Libéré                     |
| Mamadou Mota          | 1ier juin 2019    | 5 février 2021  | 1 an, 8 mois et 4 jours     | Marches de protestation à l'arrestation de Maurice Kamto                                 |                   | Libéré                     |
| Paul Eric Kingue      | 26 janvier 2019   | 5 octobre 2019  | 8 mois et 24 jours          | Incitation à la manifestation publiques                                                  |                   | Libéré                     |
| Martinez Zogo         | 22 janvier 2020   | 27 mars 2020    | 2 mois et 5 jours           | diffamation cybernétique                                                                 | Condamné          | Libéré                     |

- Roger Jean-Claude Mbede[2]
- Sébastien Ebala[8]